# Robigalia

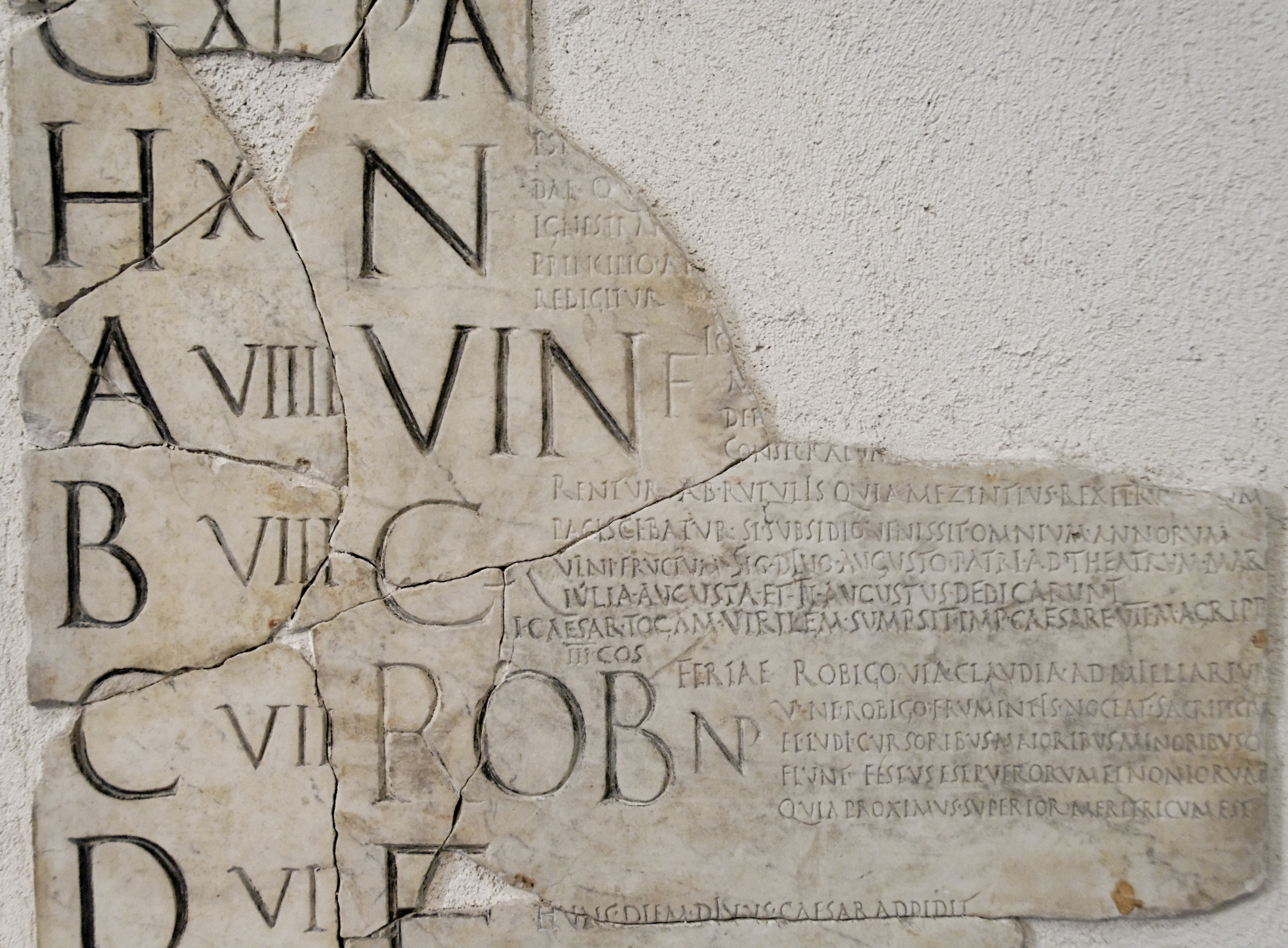
Fragment des Fasti Praenestini pour le mois d'avril, montrant les abréviations pour les Vinalia et les Robigalia (VIN et ROB), et les lettres nundinales sur le bord gauche. Musée national romain, Palais Massimo alle Terme.

Dans la Rome antique, les Robigalia sont une fête religieuse destinée à favoriser les récoltes. Créée selon la légende, par le roi Numa, en 704 av. J.-C. pour conjurer, le septième jour avant les calendes de mai, les épidémies (de rouille, maladies cryptogamiques affectant les céréales), elle est analogue aux rituels printaniers de fertilité adressés aux dieux et ayant lieu dans diverses sociétés de subsistance de par le monde.

## Description par Ovide
La description du culte et des incantations à Rubigo est due notamment à Ovide qui donne des informations contradictoires :

« Lorsque avril atteindra les six jours qui lui restent,
   la saison du printemps sera au milieu de sa course ;
en vain tu chercheras le bélier d'Hellé, l'Athamantide ;
   les averses donnent le signal et le Chien se lève. »

Le premier vers donnerait 6 jours avant la fin d'avril.
Mais le premier vers le situe à la moitié du printemps , donc en début mai
Le troisième vers lors du coucher de la constellation du Bélier et du lever de la constellation du chien . Or Columelle fixe au onze, avant les calendes d'octobre, le commencement du coucher du Bélier
Selon Ovide , on y prie le dieu Robigus (dieu des cultures) de bien vouloir épargner la future récolte des maladies telles que la rouille (en latin rubigo ou robigo) ou la nielle des blés du blé. Un flamine se rendait au bois sacré du dieu pour livrer aux flammes l'encens, le vin, les entrailles d'une brebis, ainsi que des organes d'un chien roux (éclat du soleil). Ainsi, on dit aussi ‘‘la fête des chiens roux’’. 

## Christianisation
Les maladies des végétaux ont depuis l'époque néolithique, provoqué de grands dégâts sur les plantes cultivées, notamment sur les récoltes de céréales. Au Moyen-Âge, les aléas climatiques et les attaques de ravageurs de plantes favorisent la pratique religieuse des Rogations, processions issues de la christianisation des Robigalia.

### Source
- Ovide, Fastes, livre IV.